# Scots Wha Hae
Scots Wha Hae, eigentlich Bruce’s Address to his Army at Bannockburn, geschrieben von Robert Burns, ist eines der beliebtesten Gedichte und Lieder Schottlands. Es wird gerne gesungen und fungiert neben Flower of Scotland und Scotland the Brave als eine der drei inoffiziellen Nationalhymnen Schottlands. Das Lied bezieht sich auf die Schlacht von Bannockburn 1314 und gibt angeblich die Ansprache von Robert the Bruce an seine Armee unmittelbar vor dem eigentlichen Gefecht gegen Eduard II. von England (Sohn von „Edward Longshanks“) wieder.
Scots Wha Hae ist das Parteilied der Scottish National Party. In der Vergangenheit wurde es jedes Jahr zum Abschluss der jährlichen nationalen Konferenz gesungen.

## Text
| Original in Scots | Hochdeutsche Übersetzung |
| --- | --- |
| Scots, wha hae wi’ Wallace bled, Scots, wham Bruce has often led; Welcome to your gory bed, Or to Victorie!               | Schotten, die ihr mit Wallace geblutet habt, Schotten, die Bruce oft geführt hat, Willkommen zu eurer Blutstatt, Oder zum Sieg.                                  |
| Now’s the day, and now’s the hour; See the front o’ battle lour; See approach proud Edward’s pow’r - Chains and slaverie! | Hier ist der Tag, jetzt die Stunde; Sieh die Front der Schlacht drohen; Sieh die Streitmacht des stolzen Edwards sich nähern – Ketten und Sklaverei!             |
| Wha will be a traitor-knave? Wha can fill a coward’s grave? Wha sae base as be a slave? Let him turn and flee!            | Wer wird ein Verräter sein? Wer wird eines Feiglings Grab füllen? Wer ist so niedrig, ein Sklave zu sein? Lasst ihn umkehren und fliehen!                        |
| Wha, for Scotland’s king and law, Freedom’s sword will strongly draw; Free-man stand, or Free-man fa’? Let him follow me! | Wer wird für Schottlands König und Gesetz Das Schwert der Freiheit kräftig schwingen, Der freie Mann stehe oder der freie Mann falle, Lasst ihn mir folgen!      |
| By Oppression’s woes and pains! By your sons in servile chains! We will drain our dearest veins, But they shall be free!  | Bei den Leiden und Schmerzen der Unterdrückung! Bei euren Söhnen in Ketten der Unterwerfung! Unsere liebsten Adern werden wir leeren, Aber frei sollen sie sein! |
| Lay the proud usurpers low! Tyrants fall in every foe! Liberty’s in every blow! - Let us do, or die!'                     | Schlagt die stolzen Thronräuber nieder! Tyrannen fallen mit jedem Feind! Freiheit ist in jedem Hieb! Lasst es uns tun, oder sterben!                             |

## Melodie
Die Melodie ist die des schottischen Volkslieds Hey Tuttie Tatie. Sie wurde der Überlieferung nach bei der Schlacht von Bannockburn gespielt.
Der Legende nach wurde die gleiche Melodie bei der Belagerung von Orléans 1429 gespielt. In Frankreich ist sie unter dem Titel Marche des soldats de Robert Bruce bekannt. Der französische Militärmusiker Léonce Chomel (1861–1935) arrangierte die Melodie 1910 als Militärmarsch. Dieser Marsch ist unter unterschiedlichen Bezeichnungen wie Der Marsch der Soldaten des Robert Bruce oder Marsch des Robert Bruce in einer Bearbeitung von Jean Brouqières (1923–1994), arrangiert von Guido Rennert, heute auch Teil des Repertoires der deutschen Militärmusik und ein häufig gewünschtes Musikstück.
Max Bruch verwendete das Thema im 4. Satz seiner Schottischen Fantasie.